# KrAZ-6322
Le KrAZ-6322 est un camion à usage militaire fabriqué par l'entreprise ukrainienne KrAZ. Il a été présenté en 1994.

## Caractéristiques
Il dispose d'un moteur turbocompressé-Diesel 8 cylindres de 330 chevaux et une transmission manuelle à 8 rapports.
Il existe en configuration 6 × 6 (six roues motrices) avec un PTAC de 21,3-22,7 tonnes en version porteur avec deux empattements disponibles.
Il est la base des BM-21 Grad avec les dénominations KrAZ-6322RA ou RS-122 pour la Géorgie et des camions de pompiers АКТ-2/5 (63221) ; ainsi que pour le canon automoteur ukrainien 2S22 Bohdana.